# Cyclodictyon delicatum
Cyclodictyon delicatum là một loài rêu trong họ Pilotrichaceae. Loài này được P. de la Varde mô tả khoa học đầu tiên năm 1931.